# Bratrušov
Bratrušov är en ort i Tjeckien.   Den ligger i regionen Olomouc, i den östra delen av landet, 180 km öster om huvudstaden Prag. Bratrušov ligger 401 meter över havet och antalet invånare är 571.
Terrängen runt Bratrušov är lite kuperad. Runt Bratrušov är det tätbefolkat, med 266 invånare per kvadratkilometer. Närmaste större samhälle är Šumperk, 5,1 km söder om Bratrušov. I omgivningarna runt Bratrušov växer i huvudsak blandskog.